# Mercedes Llopart
Mercedes Llopart (Barcellona, 1895 – Milano, 2 settembre 1970) è stata un soprano spagnolo.

## Biografia
Nata e cresciuta a Barcellona, vi fece il suo debutto professionale nel 1911 ne Il barbiere di Siviglia al Teatro Prado Catalán. Nel 1918 fu Violetta ne La traviata al Gran Teatre del Liceu.
Successivamente si trasferì in Italia e nel 1920 esordì al Teatro dell'Opera di Roma come Elsa nel Lohengrin. Per le cinque stagioni successive cantò regolarmente a Roma, dove interpretò i ruoli di Alice Ford nel Falstaff, Giorgietta ne Il tabarro e Tosca. Negli stessi anni esordì su altri palchi italiani di alto profilo: nel 1921 fu Marguerite, Nela e Maddalena al Gran Teatro La Fenice, nel 1922 fu Elsa all'Arena di Verona, nel 1923 fu Tosca a Palermo e Sieglinde al Teatro Comunale di Bologna e nel 1925 fu Ginevra a Genova. Su invito di Arturo Toscanini, esordì al Teatro alla Scala nel 1924 come Sieglinde ne La valichiria, tornandovi poi come Alice Ford, la marescialla ne Il cavaliere della rosa, la contessa ne Le nozze di Figaro e come Dolly nella prima assoluta di Sly nel 1927, rimpiazzando all'ultimo momento Margaret Sheridan. Attiva anche sulle scene internazionali, fece il suo debutto alla Royal Opera House (1926) e alla Wiener Staatsoper (1929) nel ruolo di Alice Ford, mentre nel 1929 fu la volta del debutto all'Opera di Monte Carlo nella parte di Tosca.
Dopo il ritiro dalle scene nel 1945, si stabilì a Milano e si dedicò all'insegnamento, annoverando tra i suoi studenti Renata Scotto, Fiorenza Cossotto, Anna Moffo, Elena Souliotis, Bernabé Martí, Alfredo Kraus e Ivo Vinco.
Morì a Milano nel 1970 all'età di 75 anni.